# Koninkrijk Griekenland
Het Koninkrijk Griekenland (Grieks: Βασίλειον τῆς Ἑλλάδος, Vasílion tís Elládos) was een koninkrijk in het zuidoosten van Europa, dat officieel onafhankelijk verklaard werd op het Congres van Londen door de grootmachten (het Verenigd Koninkrijk, Frankrijk en het Keizerrijk Rusland). Het werd ook internationaal erkend in het Verdrag van Constantinopel waar Griekenland volledig verzekerd was van onafhankelijkheid van het Ottomaanse Rijk. Het koninkrijk volgde de Eerste Helleense Republiek op die tijdens de Griekse Onafhankelijkheidsoorlog ontstaan was. In 1924 werd de monarchie afgeschaft en werd de Tweede Helleense Republiek uitgeroepen. De monarchie werd 1935 hersteld maar werd weer afgeschaft in 1974 toen de Derde Helleense Republiek uitgeroepen werd, het huidige Griekenland.

## Huis Wittelsbach

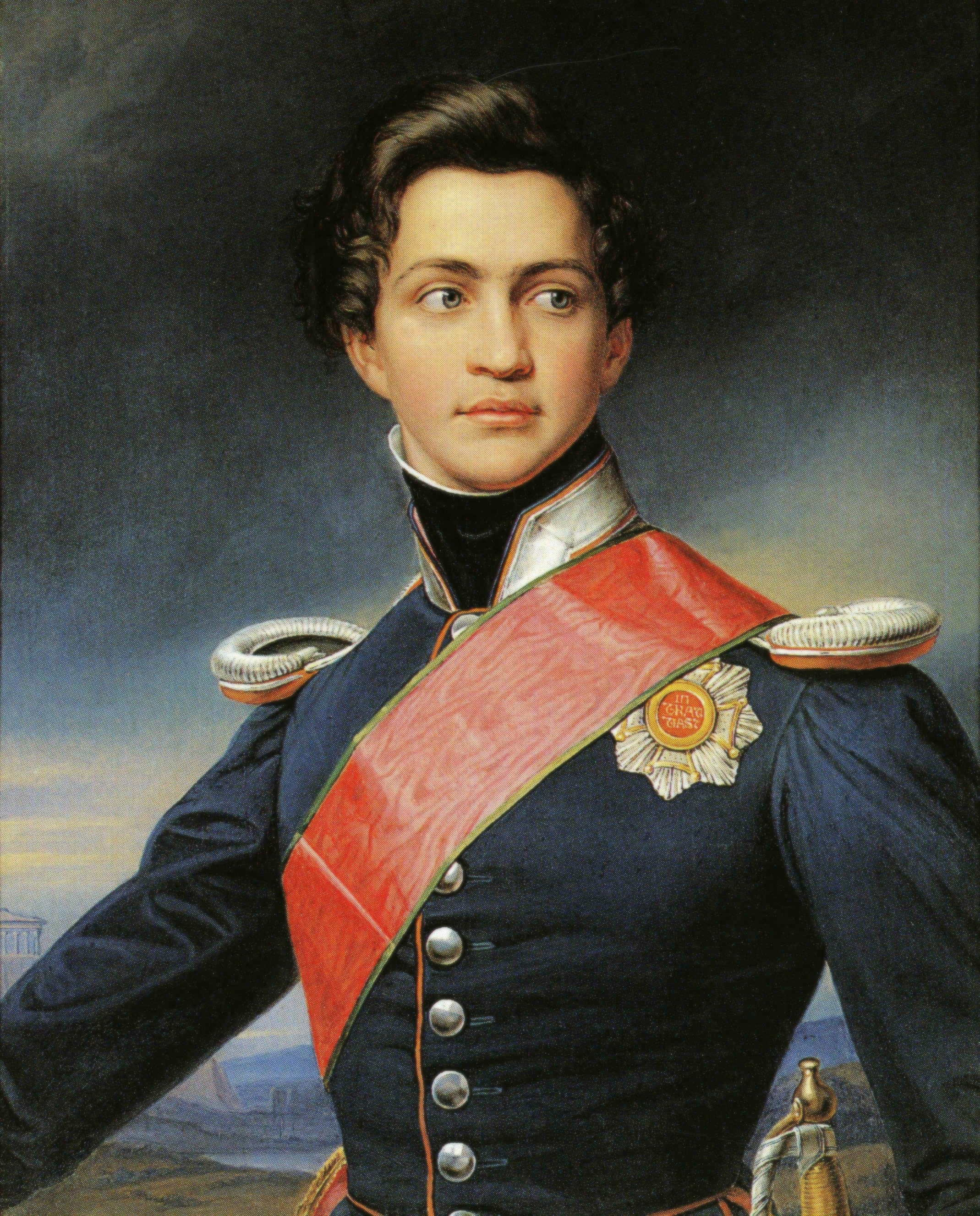
Otto, de eerste koning van het moderne Griekenland.

In 1821 kwamen de Grieken in opstand tegen het Ottomaanse Rijk, deze strijd duurde tot 1829. Sinds 1828 werd het land geleid door graaf Ioannis Kapodistrias, maar nadat hij vermoord werd in 1831 kwam er een burgeroorlog. Op dit moment grepen de grootmachten in en besloten om van Griekenland een koninkrijk te maken. Op het Congres van Londen werd de Griekse troon aangeboden aan de 17-jarige prins Otto van Beieren van het regerende huis Wittelsbach. Omdat hij minderjarig was werd hij tot 1835 bijgestaan door regenten. Dat jaar begon een periode van absolute monarchie, waarin hij een adviseur aanstelde (meestal iemand uit Beieren) die voorzitter werd van de Raad van Staten.

## Revolutie
Tegen 1843 bereikte de ontevredenheid van het volk over Otto en de "Beierocratie" een hoogtepunt en de mensen eisten een grondwet. Aanvankelijk weigerde Otto de grondwet, maar nadat de Duitse troepen zich uit het koninkrijk hadden teruggetrokken vond er een staatsgreep plaats. Op 3 september 1843 troepten de infanterie, geleid door kolonel Dimitrios Kallergis en de gerespecteerde revolutiekapitein Ioannis Makriyannis samen in het plein voor het paleis in Athene. De rebellen eisten dat de koning akkoord ging met een grondwet waarin stond dat er Grieken in de regering opgenomen werden en dat hij de leiders van de opstand persoonlijk moest bedanken. Koning Otto zwichtte onder de druk en gaf toe aan de wensen van de menigte.

## Huis Oldenburg-Glücksburg

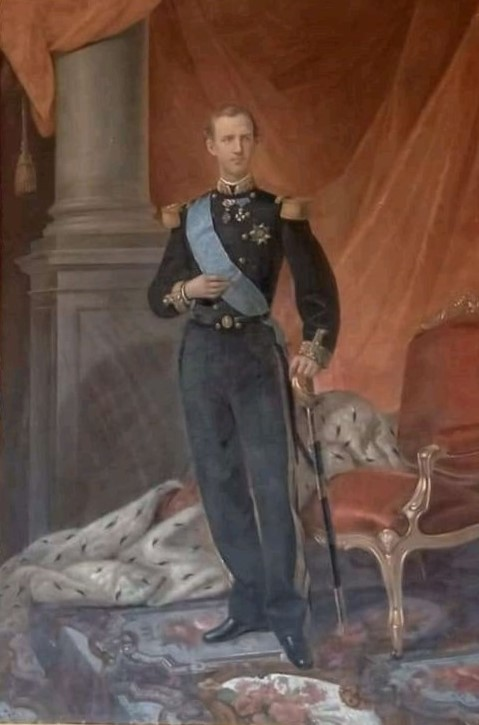
George I, Koning der Hellenen

Nadat Otto in 1862 troonsafstand deed werd de jonge prins Willem van Denemarken gekozen als nieuwe koning, hij nam de naam George I aan. Hij regeerde 50 jaar en zijn regeerperiode staat vooral bekend vanwege het uitbreiden van de Griekse grenzen - het Verenigd Koninkrijk stond de Verenigde Staten van de Ionische Eilanden af aan Griekenland. Economisch ging het ook goed met het land. De regering werd geleid door de leider van de partij die de meeste stemmen behaalde in de verkiezingen en niet de minister die door de koning verkozen werd. De koning werd in 1913 vermoord in Thessaloniki, dat kort daarvoor geannexeerd werd aan Griekenland na de Eerste Balkanoorlog.
Koning George I werd opgevolgd door zijn zoon Constantijn, die zichzelf bewezen had als militaire leider. Hij werd opgevoed in Duitsland en huwde Sophie van Pruisen, de dochter van de Duitse keizer. Nadat de Eerste Wereldoorlog uitbrak wilde de koning het land neutraal houden. Hij was zelf pro-Duits terwijl zijn eerste minister Eleftherios Venízelos de Triple Entente steunde. Na een tijdje kwam er het Nationale Schisma, waarbij er twee regeringen kwamen, één in Athene en één in Thessaloniki. Griekenland sloot zich aan bij de Triple Entente en Constantijn werd gedwongen om af te treden ten voordele van zijn zoon Alexander in 1917. Vanwege de oorlogssteun kreeg Griekenland de stad Smyrna (Izmir) in Klein-Azië toegewezen, de stad had een voornamelijk Griekse bevolking. Koning Alexander overleed in 1920 nadat hij gebeten werd door een aap en zijn vader Constantijn keerde terug als koning. Na de desastreuze Grieks-Turkse Oorlog werd Constantijn opnieuw afgezet en hij stierf in ballingschap in Sicilië.
Koning Constantijn werd opgevolgd door zijn oudste zoon George II, die het land in 1924 verliet toen de Tweede Helleense Republiek uitgeroepen werd. In 1935 volgde een staatsgreep onder leiding van Georgios Kondylis die de republiek afschafte. Na een referendum werd de monarchie hersteld. Koning George II keerde terug naar zijn land waar hij het dictatoriale regime van generaal Ioannis Metaxas steunde. Tijdens de Duitse invasie van Griekenland in 1941 vluchtte hij samen met de regering naar Egypte. Hij keerde terug in 1946 en regeerde tot zijn dood één jaar later.
George werd door zijn laatste broer, Paul opgevolgd die tot zijn dood in 1964 koning was. Pauls zoon Constantijn II was koning tot hij in december 1967 verbannen werd nadat er een militaire dictatuur ontstond. Na een nieuw referendum in 1973 werd de monarchie afgeschaft. Georgios Papadopoulos werd de nieuwe president.